# 13745 Mikecosta
13745 Mikecosta este un asteroid din centura principală de asteroizi.

## Descriere
13745 Mikecosta este un asteroid din centura principală de asteroizi. A fost descoperit pe 28 septembrie 1998 la Kitt Peak National Observatory în cadrul proiectului Spacewatch. Asteroidul prezintă o orbită caracterizată de o semiaxă mare de 2,60 ua, o excentricitate de 0,08 și o înclinație de 1,2° în raport cu ecliptica.